# Glasgow (Kentucky)
Glasgow é uma cidade localizada no estado americano de Kentucky, no Condado de Barren.

## Demografia
Segundo o censo americano de 2000, a sua população era de 13.019 habitantes.
Em 2006, foi estimada uma população de 14.107, um aumento de 1088 (8.4%).

## Geografia
De acordo com o United States Census Bureau tem uma área de
38,2 km², dos quais 38,2 km² cobertos por terra e 0,0 km² cobertos por água.

## Localidades na vizinhança
O diagrama seguinte representa as localidades num raio de 28 km ao redor de Glasgow.